# 自画像 (デューラー、1498年)
『自画像』（じかぞう、西: Autorretrato、英: Self-Portrait) は、ドイツのルネサンス期の巨匠、アルブレヒト・デューラーが1498年に制作した26歳の時の自画像で、板上に油彩で描かれている。画家は素描、油彩で数点の自画像を描いているが、本作は油彩画としては22歳の時の『自画像』 (ルーヴル美術館) に次いで2点目の作品である。2年後の1500年にも、画家は28歳の時の『自画像』 (アルテ・ピナコテーク、ミュンヘン) を油彩で描いている。本作はマドリードのプラド美術館に所蔵されている。

## 来歴
本肖像画に対する評価の高さは、次々と変わった所有者の歴史からも証明される。作品は本来、ニュルンベルク市庁舎に所蔵されていたが、1636年にニュルンベルク市からイングランドのチャールズ1世 に贈られた。ところが、清教徒革命によりチャールズが処刑されたため、1651年に作品は売り立てられ、スペイン大使アロンソ・デ・カルデナスにより、「グランデ」と呼ばれたスペイン最高位の伯爵ルイス・メンデス・デ・アロのために購入された。その後、作品は伯爵から当時のスペイン国王フェリペ4世に献上されたことにより王室コレクションに入り、1827年にプラド美術館に移された。

## 作品
デューラーほど自分自身の容姿を気にかけた画家は少ない。本作は、デューラーが木版画連作『黙示録』を制作した年に描かれているが、この連作により彼は全ヨーロッパで急速に名声を得ていた。デューラーは26歳の自分自身をおよそ画家には見えない貴族的な姿で描いており、身分の高い階級であることを示す高価でイタリアの影響を表す衣服、なめし皮の手袋を身に着け、自身を優雅なたたずまいで表現している。
ルネサンス期のイタリアでは、画家は「職人」の地位を抜け出して知識階級の仲間入りをし、宮廷人にも昇格していた。本作の焦点は顔と、絵画を描く手に合わされているが、それは、ドイツ人のデューラーも画家の社会的地位を「芸術家」として、絵画の地位を「自由学芸」に引き上げる意図を持っていたからである。
画面には、芸術家として偉業を成し遂げつつあるデューラーの自負心や、いかなる者にも引けをとらない自信、あるいは余裕さえも感じられる。右側の窓枠の下には堂々とした署名が記されている。この作品は、画業という天職の「高貴さ」を西欧絵画史上で最初に明確に視覚化した作品であるといえるであろう。
なお、場面を部屋の一隅とし、背後に窓を通して風景を見せる構図は、『ハラーの聖母』(ワシントン・ナショナル・ギャラリー) などのこの時期のデューラーの作品にしばしば見られるものであり、初期フランドル派絵画の影響を示している。風景には雪に覆われた山が見え、画家のイタリアなどへの旅行 (1490-1495年) の思い出を表しているのかもしれない。

## デューラーの自画像

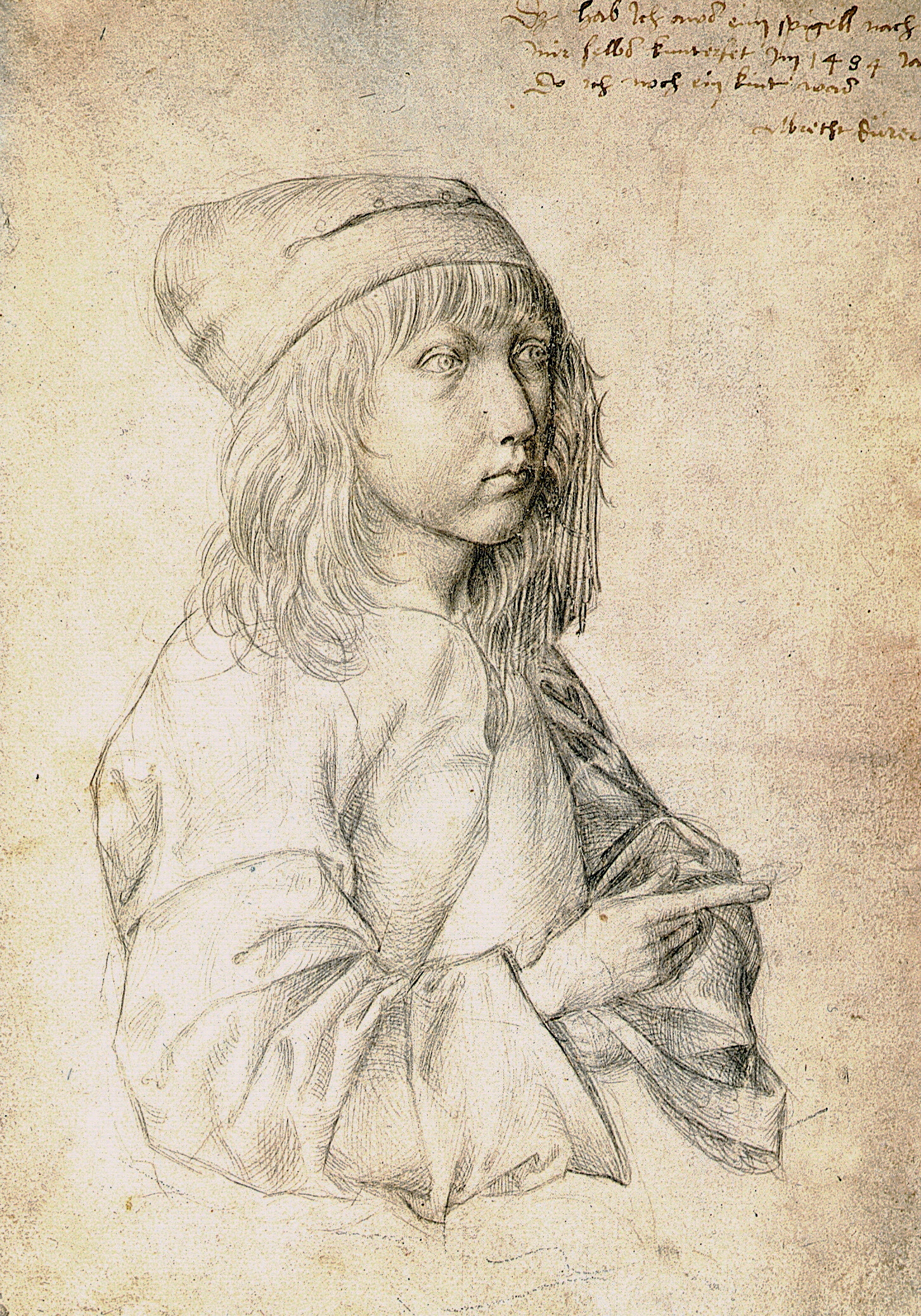
『13歳の時の自画像』銀筆 で、鏡を使って制作された素描 (1484年) アルベルティーナ (ウィーン)
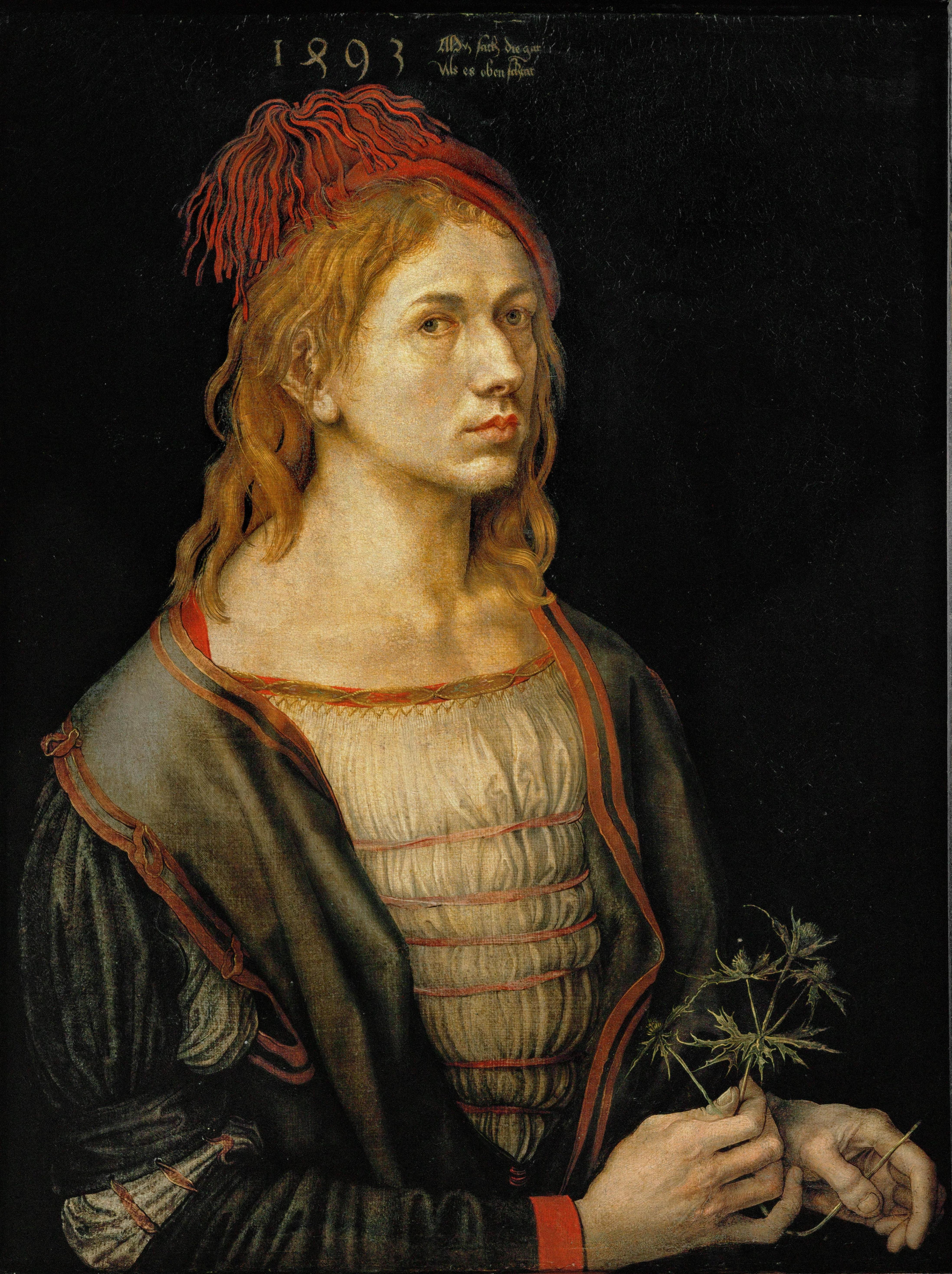
『自画像』(1493年) ルーヴル美術館　(パリ)
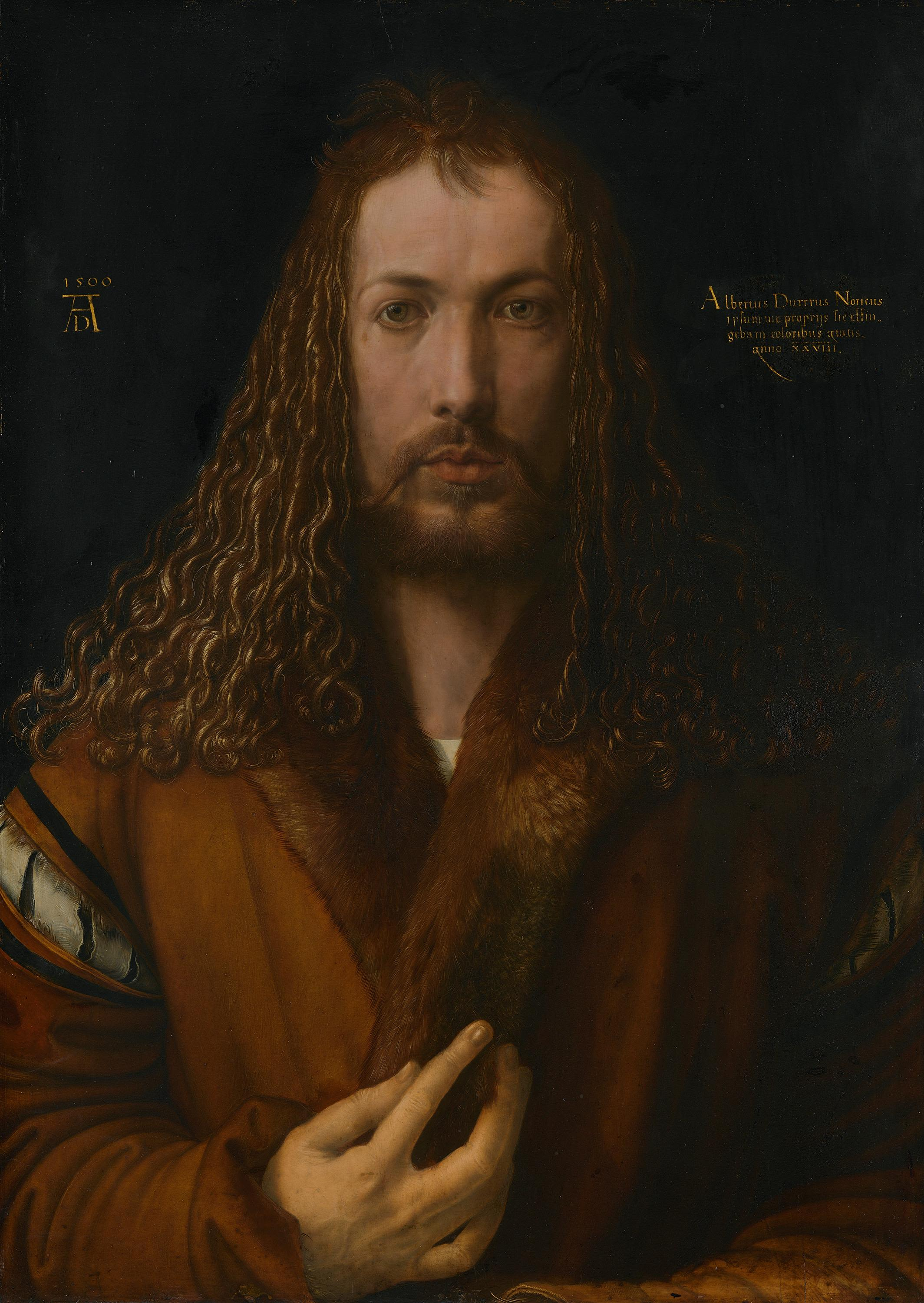
『自画像』 (1500年) アルテ・ピナコテーク (ミュンヘン)